# CAMPSA
La CAMPSA (acronyme de Compañía Arrendataria del Monopolio de Petróleos, soit : Compagnie adjudicataire du monopole pétrolier) est une ancienne compagnie pétrolière espagnole emblématique de l'histoire de l'industrie pétrolière en Espagne.
Fondée en octobre 1927, la CAMPSA devait assumer le monopole des opérations d’extraction, importation, raffinage, entreposage et distribution du pétrole, jugé ressource stratégique nationale par la dictature de Primo de Rivera alors au pouvoir. Dans ses débuts cependant, et encore sous la Deuxième République (1931-1936), la compagnie délaissa les activités d’exploration et de production pour se concentrer sur la commercialisation et le stockage du pétrole et de ses dérivés ; le nombre de sondages d’exploration effectués par la CAMPSA ne prit de l’ampleur qu’à partir de 1941, dans le cadre de la politique d’autarcie déployée par le jeune régime franquiste et sous l’effet de l’embargo de brut décrété contre l’Espagne par les Alliés après la Seconde Guerre mondiale.  
En 1947, une nouvelle loi vint refaçonner le Monopolio de Petróleos, donnant à l’État la faculté d’octroyer des concessions portant sur les activités pétrolières industrielles à d’autres entités que la CAMPSA, mais maintenait la distribution et la commercialisation sous la tutelle exclusive de cette dernière. Une loi de décembre 1958 remodela à nouveau le régime juridique du secteur pétrolier espagnol et autorisait désormais, tout en renforçant le rôle de l’État, l’ouverture au capital étranger des activités de prospection et de production, disposition qui permit à la CAMPSA de s’associer à Amospain, filiale de Texaco et de la Standard Oil, notamment en vue d’exploiter commercialement les gisements découverts à Ayoluengo, dans la province de Burgos, unique extraction sur terre jamais réalisée en Espagne. 
Après la Transition démocratique, toutes les participations de la CAMPSA à des permis de prospection et à des concessions d’exploitation en Espagne furent cédées par une loi de 1981 à la firme semi-publique ENIEPSA. La même année, la CAMPSA, qui comportait alors un vaste ensemble d’installations de stockage et de moyens de transport, fut intégrée dans l’Institut national des hydrocarbures (INH), qui regroupait d’autres sociétés publiques du secteur énergétique et qui fonda en 1987 la société Repsol, dont la CAMPSA allait être dorénavant l’une des filiales. Les règlements de la CEE interdisant la constitution de monopoles, il fut mis un terme au monopole pétrolier en janvier 1993, et les actifs de la CAMPSA, dissoute en tant que société à cette occasion, furent répartis entre les différentes sociétés pétrolières opérant à ce moment-là sur le marché espagnol, tandis que « Campsa » devenait une simple marque commerciale détenue par Repsol.

## Histoire

### Contextualisation: activité pétrolière en Espagne
Par suite de la demande croissante de pétrole, des activités d’exploration avaient été engagées dans toutes les parties du monde, conduisant dans les premières années du XXe siècle à la découverte d’importants gisements, notamment aux États-Unis, en Iran, en Russie, en Argentine, au Canada, au Mexique, en Équateur, au Venezuela, en Irak et en Roumanie. En Espagne, des voix toujours plus nombreuses s’élevaient pour requérir l’État espagnol de mettre en marche et de stimuler la recherche de pétrole sur le territoire national. Au lendemain de la Première Guerre mondiale, l’on assista en Espagne à une véritable ruée sur le pétrole, donnant lieu entre 1920 et 1923 à la création de nombreuses sociétés vouées à la prospection d’hydrocarbures, dotées pour la plupart d’un siège social au Pays basque, principalement à San Sebastián, et s’accompagnant d’un grand nombre de requêtes de consignation au cadastre, plus particulièrement dans les provinces d’Álava, de Guipuscoa, de Biscaye, de Navarre, de Burgos et de Cantabrie. Ces sociétés de prospection avaient pour caractéristiques communes de regrouper un faible nombre d’associés (mais qui avaient accès, selon leurs propres dires, à des informations privilégiées sur la localisation de gisements), de ne disposer que d’un capital modeste (limitant leurs investissements dans la prospection), et de ne rester en activité que pendant une brève période avant leur liquidation. Dans les débuts, les travaux de prospection pétrolière étaient mis en marche dans telle ou telle zone sur la seule foi d’indices empiriques de la présence d’hydrocarbures, notamment des émanations de gaz combustibles, des roches imprégnées d’asphalte, ou même l’existence de gisements de soufre, sans guère d’étude géologique prémilinaire.
Peu à peu pourtant, au fur et à mesure que s’affinaient les techniques de détection du pétrole dans la nature, l’on se mit en Espagne à mener des études et recherches géologiques plus rigoureuses. Dans le même temps, la création de sociétés de prospection de pétrole se ralentit à partir de 1924, après que les autorités espagnoles, sur indication de l’Institut géologique d’Espagne (IGE), eurent délimité les réserves d’hydrocarbures sur l’ensemble du territoire national. Parallèlement, dans les années 1920, un grand nombre d’innovations et de développements techniques dans l’exploration pétrolière furent introduites, dont en particulier les méthodes de prospection géophysiques (électriques, gravimétriques et sismiques), permettant de mettre en évidence des réserves non détectables à la surface.
Dans la décennie 1920, différents pays européens, soucieux, pour motifs stratégiques, de garantir leur approvisionnement en produits pétroliers, mirent sur pied des compagnies pétrolières publiques. Ainsi fut créée en 1924 la Compagnie Française des Pétroles (CFP), qui, quoique regroupant des intérêts privés, était pour un tiers sous contrôle du gouvernement français, puis en 1926, à l’instigation de Mussolini, l’Azienda generale italiana petroli (AGIP), compagnie pétrolière à monopole, appartenant à l’État italien et ayant pour mission de développer l’ensemble des activités tant industrielles que commerciales liées aux produits pétroliers.

### Fondation de la CAMPSA
En 1917, l’on commença à débattre en Espagne de l’opportunité pour le pays de maîtriser ses ressources énergétiques. À cette époque, le marché espagnol de l’énergie était aux mains des Sept Sœurs, dont notamment la Shell, à capital britannique, et la Standard Oil, à capital américain. Cependant, la situation économique et politique internationale qui avait résulté de la Première Guerre mondiale avait mis le gouvernement de la dictature de Primo de Rivera en mesure d’exproprier les compagnies étrangères et de fonder dans la foulée une entreprise sous direction espagnole et avec l’État comme partie prenante. Primo de Rivera préconisait une politique industrielle protectionniste propre à renforcer l’industrie espagnole, et dont l’élément clef était la maîtrise des ressources énergétiques, plus particulièrement le pétrole et ses dérivés. 
C’est dans cette perspective que fut créée la Compañía Arrendataria del Monopolio de Petróleos Sociedad Anónima (littér. Compagnie adjudicataire du monopole pétrolier, acronyme CAMPSA), première entreprise pétrolière publique en Espagne, conçue pour être le centre et le moteur d’un conglomérat industriel national et visant à stimuler une industrie pétrochimique et chimique capable de structurer le secteur énergétique. Jusque-là, toutes les grandes compagnies pétrolières étrangères et quelques espagnoles avaient pu agir librement sur les marchés espagnols, en important et distribuant les différents dérivés du pétrole que l’on consommait alors en Espagne.

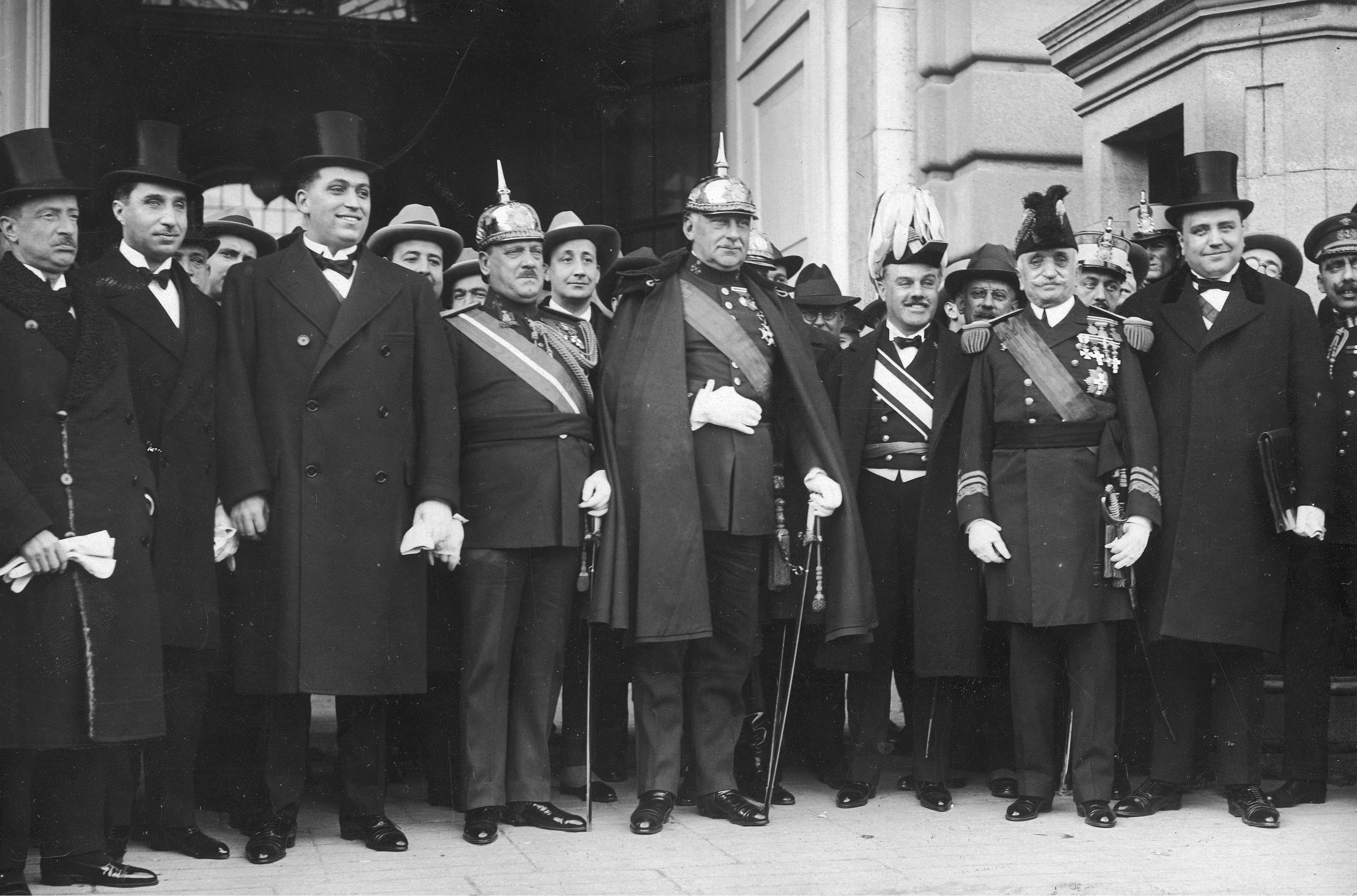
Le Directoire civil de Primo de Rivera, dont un des membres, José Calvo Sotelo (au premier rang, 3e à partir de la gauche), alors ministre des Finances, fut l’artisan du monopole pétrolier (décembre 1925).

La CAMPSA fut fondée le 24 octobre 1927, pendant la dictature de Miguel Primo de Rivera et sous les auspices de la loi instituant le monopole du pétrole (Ley del Monopolio de Petróleos) par Décret royal du 28 juin 1927. C’est le ministre des Finances de la dictature primorivériste, José Calvo Sotelo, qui fut chargé de réaliser la constitution de la CAMPSA. Dans une lettre qu’il adressa au roi Alphonse XIII, il lui exposa les motifs de la fondation de l’entreprise pétrolière, signalant que :

« Le pétrole est un facteur industriel de base ; de même, c’est un élément substantiel pour la défense nationale […]. En Espagne, le pétrole se trouve de facto monopolisé par deux grands trusts industriels, la Standard Oil et la Shell, qui depuis 1925 se partagent amicalement les bénéfices du marché espagnol. »

La CAMPSA allait dorénavant assumer le monopole de l’importation, de la transformation, de l’entreposage et de la distribution et vente des combustibles liquides et de leurs dérivés sur le territoire de la Péninsule et des Baléares (et non sur celui des Canaries), ainsi que de se charger d’intensifier et de stimuler « les travaux de sondage destinés à mettre en lumière les gisements de pétrole naturels dans les sous-sol de l’Espagne », encore que dans ses débuts, la compagnie ait délaissé les activités d’exploration et de production. L’action de l’État impliquait la mise sous tutelle de l’ensemble des biens, équipements et contrats d’achat et de vente de plusieurs sociétés privées (dont quelques françaises, notamment la Desmarais frères) opérant jusque-là sur le marché espagnol, mais dont l’activité s’était bornée à importer un éventail de dérivés du pétrole pour les traiter plus avant dans leurs installations.
Le 28 juin 1927 fut promulgué le Décret royal annonçant le concours public devant permettre à l’administration de l’État d’attribuer la gestion du monopole pétrolier récemment mis en place. Cette adjudication échut alors à quatre grandes banques espagnoles, la Banco de Vizcaya, la Banco Hispano Americano, la Banesto et la Banco Urquijo, par quoi la totalité du capital vint à se retrouver entre des mains espagnoles, l’État espagnol s’y réservant un minimum de 30 %. La création de la CAMPSA allait bientôt se traduire par un progrès industriel de l’Espagne, principalement dans l’industrie de raffinage.
Les pays où les compagnies pétrolières lésées par cette mesure d’expropiation avaient leur siège (en particulier l’anglo-hollandaise Royal Dutch Shell et l’américaine Standard Oil, lesquelles à elles deux contrôlaient depuis 1925 la quasi-totalité du marché espagnol et près de 80 % du marché mondial du pétrole), firent en sorte qu’une campagne diplomatique soit enclenchée et maintenue contre le gouvernement espagnol et que la livraison de brut à l’Espagne soit boycottée pendant un certain nombre d’années. Le jeune État soviétique était le seul État à ne pas s’associer à cette politique de rétorsion, ce qui porta l’Espagne à négocier l’acquisition de pétrole soviétique. Ces manœuvres de déstabilisation, menées par les États-Unis et le Royaume-Uni, allaient contribuer à précipiter le renversement de la dictature primorivériste en janvier 1930,.
Dans le sillage de la création de la CAMPSA, et afin de riposter aux représailles des compagnies étrangères expropriées, susceptibles de compromettre l’approvisionnement en pétrole de l’Espagne, la Compañía Española de Petróleos Sociedad Anónima (acronyme CEPSA) fut mise sur pied le 26 septembre 1929, sous l’égide du gouvernement espagnol, par un groupe de banques espagnoles et d’investisseurs privés. Ladite firme se constitua comme pendant privé de l’entreprise publique CAMPSA, par quoi elle était en mesure d’acquérir des gisements de pétrole à l’étranger lui permettant de s’approvisionner elle-même en brut, ce que la CAMPSA, de par son statut d’entreprise publique, n’était pas en droit de faire. La CEPSA se constitua après avoir acquis quelques semaines auparavant l’américaine Falcon Oil Corporation, laquelle détenait les droits de production de pétrole brut et les permis d’exploration dans différents États fédérés du Venezuela (notamment la zone du lac Maracaibo). En 1930, la CEPSA avait promptement lancé à Santa Cruz de Tenerife (dans les Canaries) la construction de ce qui fut la première raffinerie moderne en Espagne, avec pour objectif de traiter le brut importé à partir des actifs nouvellement acquis au Venezuela. Le choix de l’île de Tenerife s’explique par sa position géographique, l’archipel des Canaries ne tombant pas sous le coup du monopole pétrolier de 1927 et faisant office de point nodal des routes internationales du pétrole et de principal lieu de transit de la flotte mondiale.
Sous la Deuxième République, l’activité de la CAMPSA allait se centrer sur la commercialisation du pétrole et de ses dérivés, pour les besoins de laquelle furent aménagés 16 sites de stockage, en plus de 34 lieux de dépôt de moindre ampleur. Mais la société ne déploya quasiment aucune activité d’exploitation de gisements pétroliers sur le territoire espagnol, ni ne chercha à acquérir des gisements à l’étranger.
Néanmoins, de 1900 jusqu’à la fin de la Guerre civile en 1939, des forages avaient quand même eu lieu en Espagne pour un total de quelque 20 000 mètres linéaires, chiffre moyennement élevé, et toujours avec un bilan commercial déficitaire. À partir de 1924, on observe, dans le domaine de la prospection pétrolière, une intervention résolue de l’État espagnol, soucieux de trouver des hydrocarbures sur le territoire national afin de freiner la sortie de devises.

### Guerre civile
Après l’éclatement de la Guerre civile en juillet 1936, la CAMPSA, à l’égal d’autres institutions, allait voir ses installations partagées entre les deux camps opposés, de sorte que deux entités distinctes viendront à fonctionner séparément. Dans la zone républicaine, la compagnie avait au début du conflit la main sur la majeure partie des réserves de pétrole existant en Espagne. Ce nonobstant, l’entreprise éprouva bientôt de grandes difficultés à se procurer du pétrole en raison du pacte de non-intervention que la France et le Royaume-Uni avaient obtenu de faire signer, encore que la République soit parvenue à assurer ses approvisionnements par le biais de l’Union soviétique et de la Roumanie. Parallèlement, les compagnies Texaco et Shell, respectivement américaine et britannique, vendaient du pétrole à crédit au camp franquiste, qui se vit livrer jusqu’à 3 500 000 tonnes de pétrole, soit plus du double de ce qui a été reçu par le camp républicain. Plus particulièrement, la CAMPSA avait conclu en novembre 1936 un accord avec Texaco, par lequel ce dernier s’engageait à garantir les fournitures de pétrole de la zone nationaliste. Le président de la Texaco, le pro-nazi Torkild Rieber, joua un rôle clef dans ces négociations. Malgré ces aides, l’Espagne nationaliste s’efforçait de ne pas dépendre  de l’extérieur et créa en 1937, c’est-à-dire toujours en pleine Guerre civile, une Sección de Prospección, ressortissant au Département de l’industrie, qui se mit en devoir de mener des travaux d’exploration dans le nord de l’Espagne, dont entre autres des sondages dans le col de l’Escudo, en Cantabrie, ou dans les environs de Pampelune, tandis que de leur côté, les républicains se mettaient en quête de pétrole en Catalogne.
Au long du conflit, certaines des installations de la CAMPSA furent gravement affectées par les actions militaires, les bombardements, etc.

### Période franquiste

#### Après-guerre et décennie 1950
Sous la dictature franquiste, le régime monopolistique institué par Calvo Sotelo fut maintenu, quoique les rapports entre la CAMPSA et les autorités n’aient pas été dénuées de frictions. Ainsi, dans les cercles phalangistes, critiquait-on notamment le manque d’investissements de la part de la compagnie, qui en 1946 n’avait il est vrai encore construit aucune raffinerie. Dans le contexte de l’après-guerre civile, en raison de la politique d’autarcie appliquée par le pouvoir franquiste et par suite de l’ostracisme international prononcé contre l’Espagne, une grave pénurie de combustibles s’était fait jour, qui porta l’Institut national de l'industrie (INI) à prendre différentes initiatives en vue d’obtenir des hydrocarbures. En dépit du manque de capitaux à cette époque, le nombre de sondages d’exploration s’accrut, et entre 1940 et 1950, une intense activité de forage fut déployée par la CAMPSA, qui en 1941 commença, avec une tour de forage Foraki, une campagne de sondages de peu de profondeur (< 900 mètres), tous effectués dans anticlinal de Zamanzas, dans la province de Burgos. Après avoir fait acquisition d’une tour de forage plus puissante, la CAMPSA entreprit en 1949 des sondages plus profonds dans la même zone, atteignant 2 177 mètres de profondeur pour le site de sondage Villanueva de Rampalay-1, lequel cependant, bien que ne produisant que de petites quantités de gaz et de pétrole, vit sa pression et son débit décliner rapidement, avant d’être finalement obturé et abandonné.
Parallèlement fut fondée en 1940 une compagnie espagnole d’exploration pétrolière, la Compañía de Investigación y Exploraciones Petrolíferas (CIEPSA), filiale de la CEPSA et première grande entreprise pétrolière privée espagnole. La CIEPSA fut constituée avec les capitaux réunis de la CEPSA et de la compagnie américaine Socony Vacuum Oil, cette dernière née de la fusion en 1931 de la Standard Oil Company de New York (Socony) et de la Vacuum Oil Company, et devenue entre-temps la troisième compagnie pétrolière au monde (en 1955, elle fut rebaptisée Socony Mobil Oil Company et en 1963 Mobil, qui fait partie depuis 1999 de la société ExxonMobil). Les techniciens de la CIEPSA s’attelèrent aussitôt à l’étude géologique des bassins sédimentaires de l’Espagne et établirent une cartographie détaillée des anticlinaux de surface susceptibles d’intéresser la prospection d’hydrocarbures. En 1947, une fois levées les restrictions imposées à la suite de la Seconde Guerre mondiale, la CIEPSA put faire venir une équipe de forage des États-Unis, capable de creuser à 2 500 mètres de profondeur. Pourtant, le premier puits de forage, construit en 1947, sur l’anticlinal d’Oliana, dans la province de Lérida, et parvenant à 2 323 mètres de profondeur, n’atteignit pas son objectif, à savoir les couches calcaires du crétacé supérieur, raison pour laquelle le puits fut comblé et abandonné. En 1950, alors que le blocus international contre la dictature de Franco avait pris fin, l’américain George Cranmer, en visite dans la province de Navarre, croyant y discerner des similitudes géologiques avec le Texas, décida d’entreprendre des prospections dans le bassin de l’Èbre et atteignit une profondeur de 3 415 mètres, mais sans obtenir de résultat,. Nombre d’autres compagnies de forage, soit espagnoles, soit mixtes espagnoles et étrangères, allaient opérer sur le territoire espagnol, réalisant entre 1940 et 1964 plus de 170 sondages.
En 1947, le Monopolio de Petróleos fut reconfiguré par une nouvelle loi en vertu de laquelle était dévolue à l’État la faculté d’octroyer des concessions portant sur les activités industrielles liées aux hydrocarbures, tandis que celles portant sur la distribution et la commercialisation demeuraient de la compétence exclusive de la CAMPSA. En substance, la loi remplaçait l’ancien régime d’adjudication par un système de services déconcentré et accentuait l’intervention de l’État.
Par décret du 12 décembre 1952, les recherches d’hydrocarbures étaient déclarées d’intérêt national et confiées à l’Institut national de l'industrie (INI), étant entendu qu’il était loisible à celle-ci de s’associer à d’autres entités. En outre, la totalité du territoire national espagnol était décrété réserve au seul bénéfice de l’État espagnol, à l’exception des zones où s’appliquaient des permis d’exploitation ou des concessions préexistants.
En 1957, la CAMPSA s’associa à la société semi-publique REPESA pour fonder la société anonyme Butano, où la CAMPSA détenait 50 % du capital.

#### Loi de 1958 et décennies 1960 et 1970
La recherche pétrolière en Espagne fut profondément remodelée par l’adoption le 26 décembre 1958 de la loi définissant le régime juridique applicable à la recherche et à l’exploitation des hydrocarbures (Ley sobre el régimen jurídico de la investigación y explotación de los Hidrocarburos), qui modifiait et améliorait les conditions dans lesquelles cette activité pouvait se déployer, car soustrayant pour la première fois le pétrole à la sphère minière. Ce nouveau régime normatif renforçait la présence de l’État, au motif de l’approvisionnement national, bien que l’embargo international décidé par l’ONU ait été levé dès 1950. La principale innovation consistait en l’ouverture au capital étranger des activités de prospection et de production. Cette nouvelle loi éveilla aussitôt l’intérêt des compagnies internationales, telles que Chevron, Texaco, Philips, Gulf Oil et Esso, qui allaient s’associer à des entités espagnoles, tant publiques que privées, et se mettre à investir en Espagne.

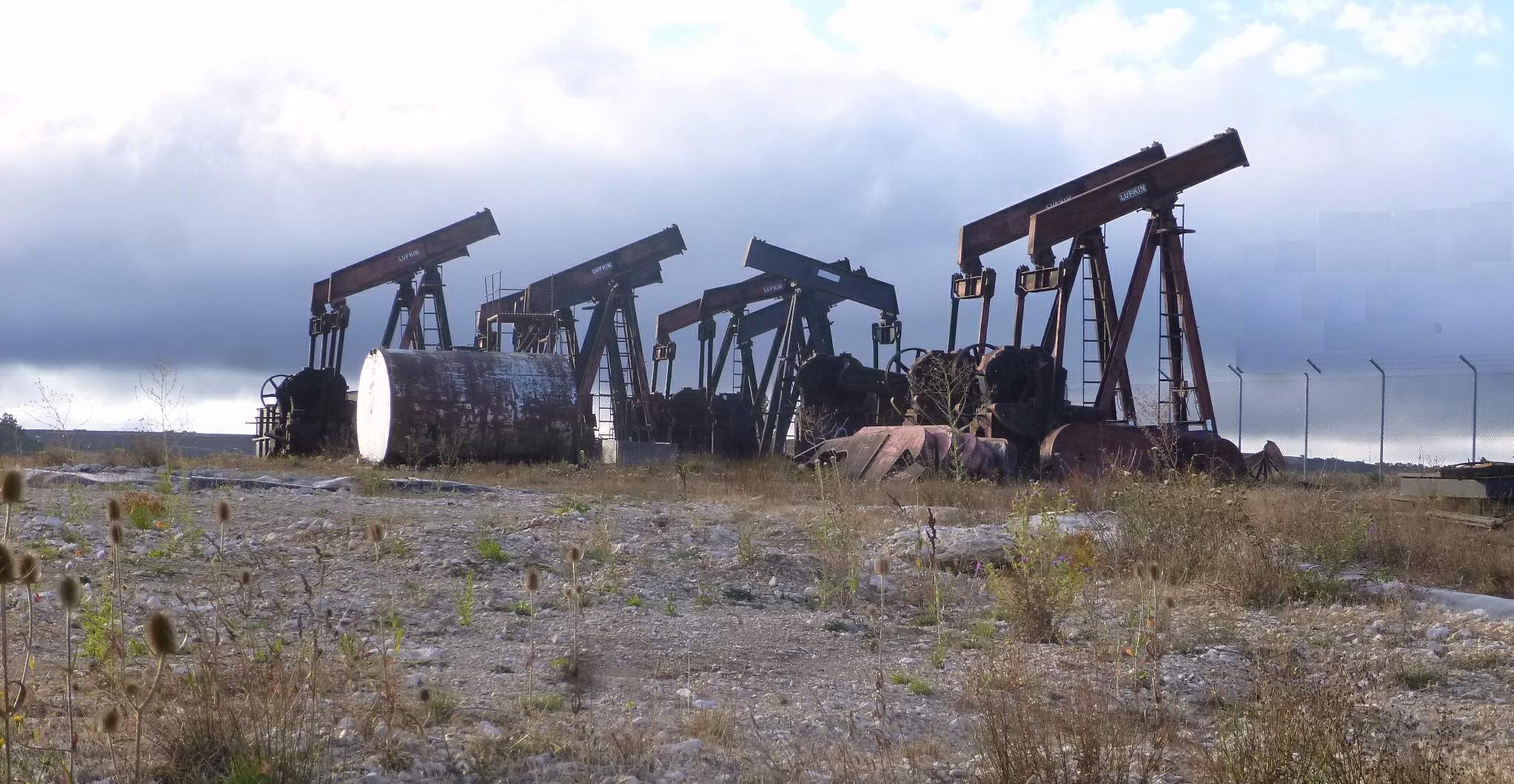
Site d'extraction d’Ayolenguo (août 2017).

À la suite de l’adoption de cette loi, la CAMPSA modifia elle aussi sa stratégie d’exploration, collaborant désormais avec des compagnies américaines et s’engageant en particulier dans l’exploitation du champ pétrolifère d’Ayoluengo, dans la municipalité de Sargentes de la Lora (province de Burgos), par le biais d’un consortium réunissant la CAMPSA, détentrice de 50 % de l’actionnariat, et AMOSPAIN, acronyme d’American Overseas Petroleum Spain Ltd, filiale de Texaco et de la Standard Oil Co. of California,. Ledit gisement avait été découvert en 1964 et le puits d’exploration Ayoluengo-1, foré en mai 1964, fut mis en production trois ans plus tard. L’objectif du puits était d’examiner une structure anticlinale qui avait été identifiée grâce à l’analyse de lignes sismiques enregistrées dans la plaine de la Lora dans les années 1962-63. En juin 1964, un essai de production à 1 350 mètres de profondeur fut réalisé, donnant lieu à un débit de quelque 80 barils de pétrole par jour ; les travaux se poursuivirent avec un nouvel essai, après forage des strates du jurassique inférieur, qui fit jaillir une petite quantité de brut d’une densité de 41º API, considéré impropre à la commercialisation. Il fut mis fin aux opérations de forage du puits no 1 en juillet 1964, quand aucun indice de présence d’hydrocarbures ne put être détecté à 2 397 mètres de profondeur. Néanmoins, cette découverte sera à l’origine de la première exploitation commerciale de pétrole effectuée en Espagne et, du reste, la seule à ce jour (2022) jamais effectuée sur terre. En effet, une campagne de forage de puits de développement eut lieu ensuite jusqu’à une profondeur d’environ 1 500 mètres, culminant avec la mise en service en 1967 du puits Ayoluengo-32. La production commerciale de pétrole débuta en février 1967, pour atteindre en 1969 son maximum de production, avec 5 200 barils de pétrole extraits quotidiennement. De 1976 à 1985, 20 autres puits furent forés, et Ayoluengo-53, construit en 1990, fut l’ultime puits d’une série de 52 forés sur le même champ. En janvier 1967, l’association regroupant la CAMPSA, Texaco et Calspain s’était vu accorder pour une période de 50 ans la concession d’exploitation sous l’intitulé Lora, mais entre-temps, les droits d’exploitation du champ d’Ayoluengo ont passé par les mains de plusieurs propriétaires. Le forage du puits d’exploration ainsi que les premiers puits d’exploitation, en plus de l’aménagement des installations de surface et le démarrage de la production de ce champ, est à mettre à l’actif d’AMOSPAIN.
En 1981, en vertu d’un décret-loi, toutes les participations de la CAMPSA à des permis de prospection et à des concessions d’exploitation en Espagne furent cédées à la firme ENIEPSA (dénomination nouvelle que la société ENPASA avait adoptée en 1976), avec l’INI comme actionnaire unique (100%). En 1985, le champ d’Ayoluengo vint à être géré directement par la société Chevron (anciennement Calspain),.
Entre 1940 et 1964, plus de 170 forages furent accomplis, pour un total de quelque 280 000 mètres linéaires, sur lesquels la CIEPSA en fora environ 79 000 et la CAMPSA 33 000. Cette dernière creusa dans la période 1941-1963 un total de 33 puits, seule ou en association avec AMOSPAIN.
Pour ce qui est de l’extraction en mer, les premiers permis en ce sens furent octroyés en 1965, pour l’exploration du plateau continental de la Méditerranée, et en 1970 la première trouvaille de pétrole fut faite à Amposta par le groupe Shell-CAMPSA-INICOPAREX.
Le gisement de gaz Poséidon situé dans la golfe de Cadix fut découvert en 1978 par la CAMPSA et mis en production en 1997 par Repsol, avec une production de 10 000 m3 de gaz à la fin de la décennie 2010 et une production cumulée de 2323 millions de m3.

### Réorganisation et disparition (décennie 1980)

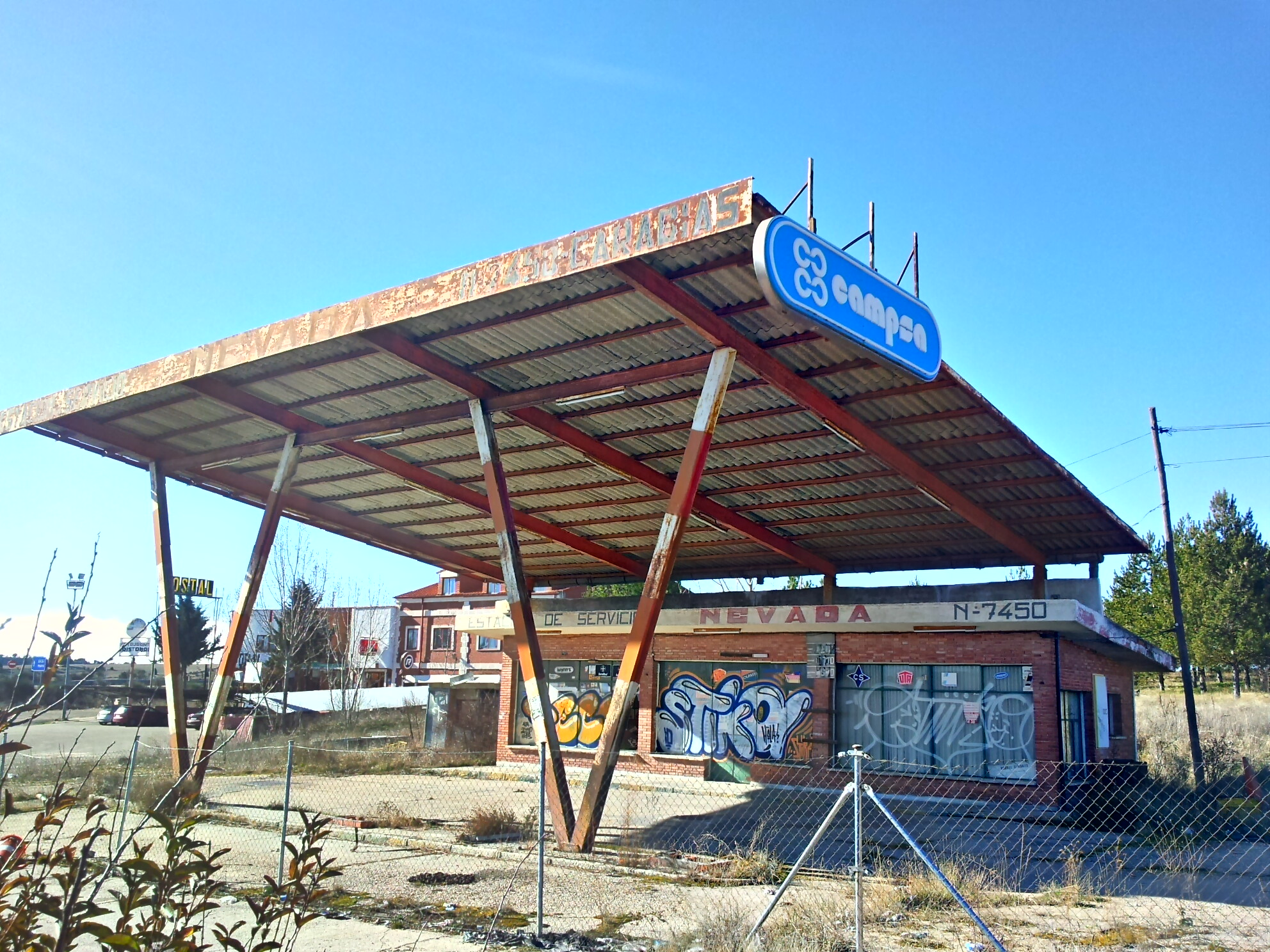
Ancienne station-service de la CAMPSA dans la localité de Pradales (sur l’axe Madrid-Burgos, dans la province de Ségovie).

En 1981, il fut décidé d’intégrer la CAMPSA au sein de l’Institut national des hydrocarbures (INH), qui regroupait d’autres sociétés publiques du secteur énergétique, telles que  l’ENPETROL et la PETROLIBER. Cette mesure s’inscrivait dans le plan de lutte du gouvernement espagnol contre les effets du deuxième choc pétrolier. À ce moment, la CAMPSA disposait d’une organisation comprenant un personnel de 9 571 employés, un vaste ensemble d’installations destinées au stockage, ainsi que différents moyens de transport (navires pétroliers, wagons-citernes et camions-citernes).
En 1987, l’Institut national des hydrocarbures fonda la société Repsol, dont la CAMPSA était désormais l’une des filiales. En raison des prescriptions émanant de la Communauté économique européenne et interdisant la constitution de monopoles, il fut mis un terme au monopole étatique du pétrole en janvier 1993. En conséquence, le réseau commercial de la CAMPSA — à l’exclusion des aéroports — fut dissous, et les actifs de la compagnie furent répartis entre les différentes sociétés pétrolières opérant à ce moment-là sur le marché espagnol, en proportion de leur taux d’activité, c’est-à-dire principalement Repsol, Cepsa et BP (British Petroleum), tandis que la CAMPSA elle-même disparaissait comme société le 14 janvier 1993. Les actifs logistiques restants de l’ancien monopole servirent à mettre sur pied la Compañía Logística de Hidrocaburos (CLH), devenue Exolum en 2021.
La marque « Campsa » passa aux mains de la compagnie Repsol au titre de simple marque commerciale de cette entreprise.